# Pape (Bijelo Polje)
Pour les articles homonymes, voir Pape (homonymie).
Pape (en serbe cyrillique: Папе) est un village du nord-est du Monténégro, dans la municipalité de Bijelo Polje.

## Démographie

### Évolution historique de la population[1]
| 1948 | 1953 | 1961 | 1971 | 1981 | 1991 | 2003 |
| ---- | ---- | ---- | ---- | ---- | ---- | ---- |
| 396  | 468  | 499  | 466  | 451  | 370  | 295  |